# Java Head (pel·lícula de 1923)
Java Head és una pel·lícula muda de la Famous Players-Lasky i dirigida per George Melford i protagonitzada per Leatrice Joy, Alan Roscoe  i Jacqueline Logan. Basada en la novel·la homònima de Joseph Hergesheimer es va estrenar el 25 de gener de 1923. Es considera una pel·lícula perduda. El 1934 s'estrenà una nova versió de la pel·lícula protagonitzada per Anna May Wong.

## Argument
A finals de la dècada de 1840, Jeremy Ammidon, un ric capità de vaixell ja retirat, viu amb els seus fills i néts en una casa coneguda com "Java Head" a Salem, Massachusetts. William, el fill primogènit de Jeremy, gestiona el negoci familiar. Per la seva banda, Gerrit Ammidon, que és el capità del vaixell Nautilus, estima Nettie Vollar, una néta de Barzil Dunsack, enemic declarat de Jeremy. Quan s'assabenta de la relació, Barzil fa fora Gerrit de casa seva.
A la Xina, Gerrit rescata Taou Yuen d'una banda de malfactors. El pare de la noia, un noble manxú, els obliga a casar-se amb l’amenaça de que si no ho fan els matarà tots dos. Gerrit es casa amb Taou i la porta a Salem on la seva aparença provoca consternació entre la família Ammidon. En saber-ho, Nettie emmalalteix. Edward Dunsack, un addicte a l’opi, se sent fascinat per Taou i intenta posar-la en contra del marit explicant-li que Gerrit estima Nettie, a qui ha vist en una festa. Taou no el creu. Nettie s'assabenta que Gerrit encara l'estima i Taou la visita, que després de parlar amb ella pren una sobredosi d'opi i mor. Nettie i Gerrit es casen i naveguen amb el Nautilus.

## Repartiment
- Leatrice Joy (Taou Yuen)
- Jacqueline Logan (Nettie Vollar)
- Frederick Strong as Jeremy Ammidon
- Alan Roscoe (Gerrit Ammidon)
- Arthur Stuart Hall (William Ammidon)
- Rose Tapley (Rhoda Ammidon)
- Betty Bronson (Janet Ammidon)
- Violet Axzelle (Laurel Ammidon)
- Audrey Berry (Sisall Ammidon)
- Polly Archer (Camilla Ammidon)
- George Fawcett (Barzil Dunsack)
- Raymond Hatton (Edward Dunsack)
- Helen Lindroth (Kate Vollar)
- Dan Pennell (Broadrick)
- George S. Stevens (majordom)
- Mimi Sherwood (criada)
- Frances Hatton (infermera)